# Seridó
Seridó este un oraș în Paraíba (PB), Brazilia.